# Leptothorax gredosi
Leptothorax gredosi är en myrart som beskrevs av Espadaler och Cedric A. Collingwood 1982. Leptothorax gredosi ingår i släktet smalmyror, och familjen myror. Inga underarter finns listade i Catalogue of Life.